# Seleção Japonesa de Futebol Sub-20
A Seleção Japonesa de Futebol Sub-20, também conhecida por Japão Sub-20, é a seleção Japonesa de futebol formada por jogadores com idade inferior a 20 anos.

## Títulos
- Campeonato Asiático de Futebol Sub-19: 1 (2016)